# 2 Karpacki Pułk Artylerii Lekkiej
2 Karpacki Pułk Artylerii Lekkiej (2 pal) – oddział artylerii lekkiej Polskich Sił Zbrojnych.

## Formowanie i zmiany organizacyjne
Pułk wchodził w skład 3 Dywizji Strzelców Karpackich. Zorganizowany na podstawie zarządzenia dowódcy Wojsk Polskich na Środkowym Wschodzie L.dz.2130/I/Tjn./42 z żołnierzy 9 pułku artylerii lekkiej 9 Dywizji Piechoty Polskich Sił Zbrojnych w ZSRR przybyłych w ramach I ewakuacji z ZSRR.
Pułk przeszedł szkolenie w obozie szkoleniowym w Qizil Ribat. Od 13 października 1942 do 4 maja 1943  stacjonował w rejonie Khanaqin, a następnie Altun-Kopru.

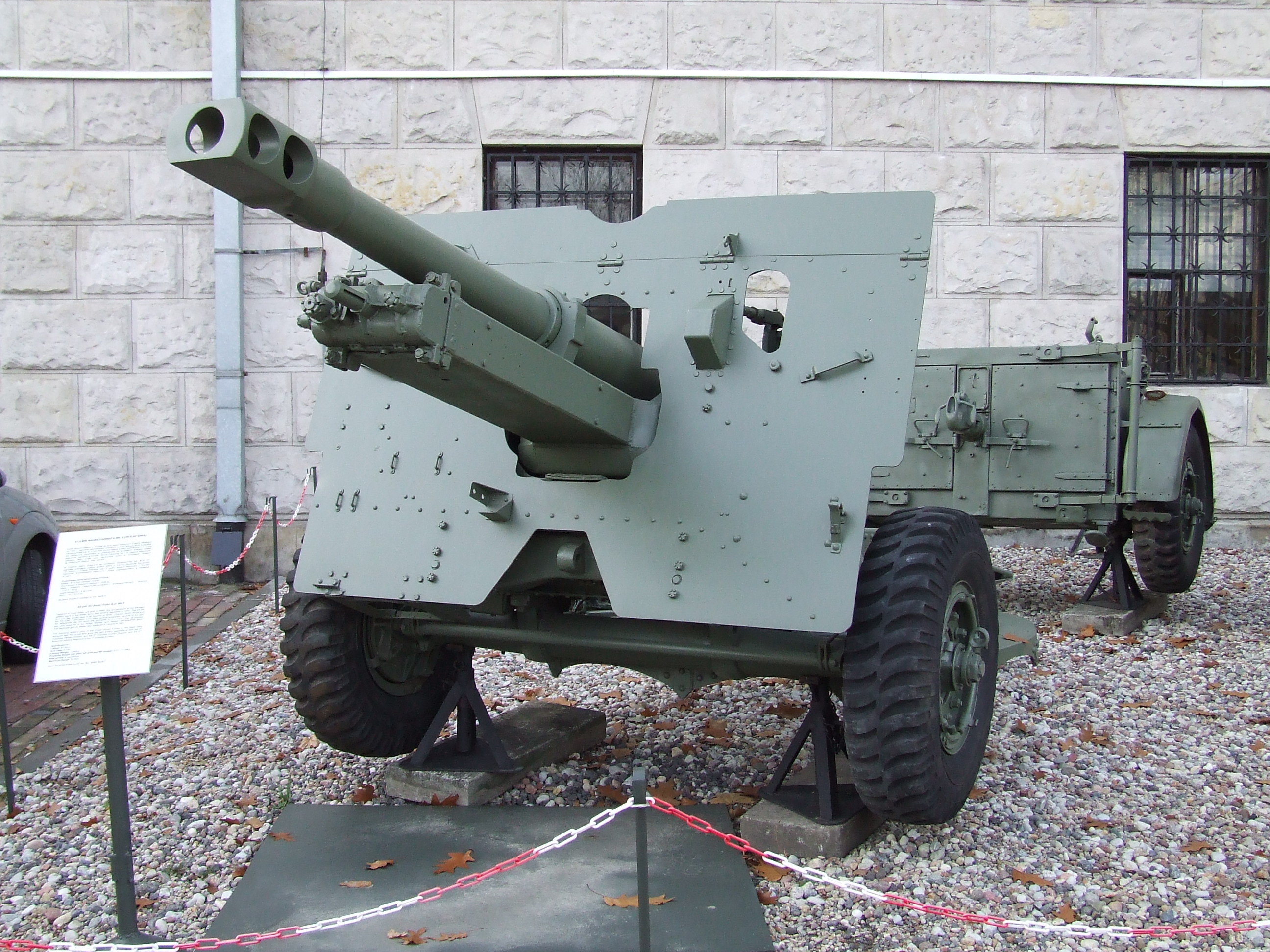
Angielska haubicoarmata 25-funtowa

## Organizacja i obsada personalna
dowódcy pułku:
- mjr/ppłk Józef Hildebrandt
- ppłk Tadeusz Link

zastępcy dowódcy:
- mjr Antoni Świerzy
- mjr Paweł Dębski-Nerlich
- mjr Zygmunt Branicki

adiutant
- kpt. Marian Dutz[3]

dowódcy I dywizjonu
- kpt. Zygmunt Wojewódzki[4]
- kpt. Roman Swałdek[5]
- kpt. Zygmunt Rusinkiewicz[3]

dowódcy II dywizjonu
- kpt. Paweł Dębski-Nerlich[4]
- kpt. Stanisław Hymol[3]

dowódcy III dywizjonu
- kpt. Józef Chwastek[5][4]
- kpt. Roman Jerzek[3]

Ponadto w pułku pełnił służbę kpr. pchor. Jarosław Rudniański.
Każdy dywizjon posiadał dwie baterie artylerii po 4 haubicoarmaty 25-funtowe
Pułk liczył (etatowo):
- oficerów - 50
- podoficerów i kanonierów - 679
- 25 funtowych armat - 24